# C. Vollrath & Sohn

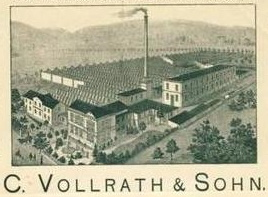
Die Mechanische-Weberei C. Vollrath & Sohn (1891)

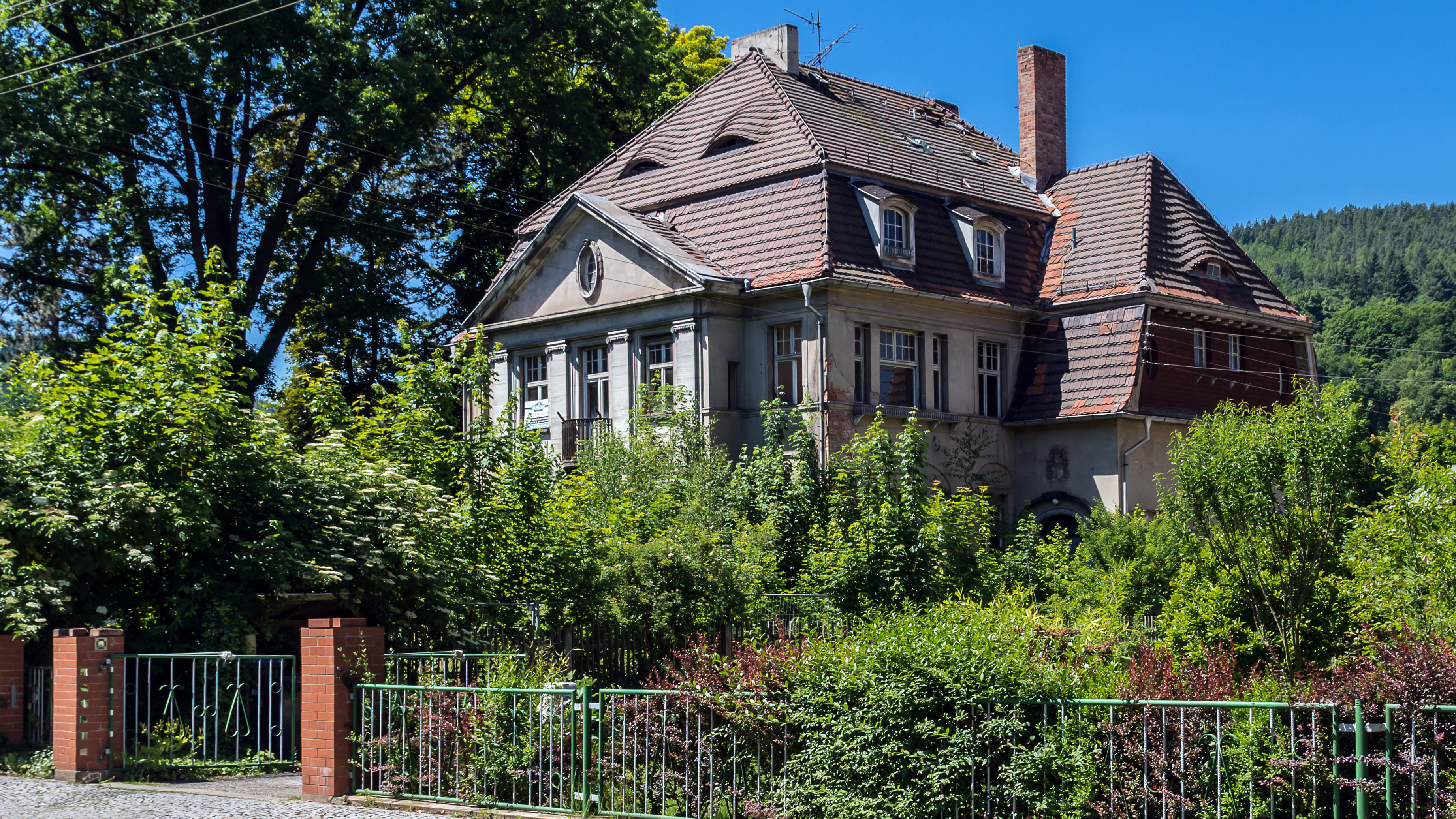
Die Villa Vollrath (2014)

C. Vollrath & Sohn  war ein deutsches Familienunternehmen in Bad Blankenburg, das Textilschläuche, Keilriemen und andere technische Gewebe produzierte und vermarktete. Es bestand über drei Generationen von 1870 bis nach 1941.

## Geschichte

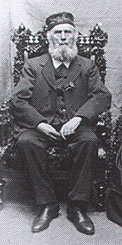
Carl Vollrath (ca. 1900)

### Ab 1870: Gründung und Aufbau
Carl Vollrath wurde am 11. Mai 1822 in Stadtilm geboren. 1851 bekam er einen Sohn Wilhelm. Mit ihm zusammen gründete er 1870 in Bad Blankenburg die Firma C. Vollrath & Sohn KG Textil & Gummiwerke. Standort wurden die damals noch unbebauten Wiesen entlang der Schwarza. 1889 befasste sich das Unternehmen mit der Fabrikation von rohen und gummierten Hanfschläuchen, Feuereimern, Hanfriemen, Gurten, Treibriemen aus Baumwolle, Haarriemen, Biertropfsäcken, sowie technischen Geweben aller Art. Der Betrieb entwickelte sich zu einem der wichtigsten Arbeitgeber der Stadt und exportierte auch ins Ausland.
1910 ließ der inzwischen 59-jährige Wilhelm auf dem über 7.638 m² großen Betriebsgelände an der Schwarzburger Straße 13 eine repräsentative Villa im Reformstil, die Villa Vollrath, erbauen. Im November des Jahres reiste er mit seinem damals 31-jährigen Sohn Edwin von Bremen nach New York. Der Unternehmensgründer Carl Vollrath verstarb am 13. Juni 1911 mit 89 Jahren in Bad Blankenburg.

### Ab 1911: Weiterführung unter Wilhelm Vollrath, Erster Weltkrieg
Während des Ersten Weltkrieges bekamen auch Vollrath & Sohn die Importrohstoff-Blockade der Entente-Mächte zu spüren, denn zur Produktion brauchte man Hanf, Flachse, Haargarne, Balata und vor allem Baumwolle und Naturkautschuk. Zudem waren die Geschäftsverbindungen zum Ausland zum Erliegen gekommen. Die Personalsituation war ebenfalls schwierig, 1916 wurden die beiden letzten Webmeister zum Kriegsdienst eingezogen.
Nach dem Krieg heiratete Karl Schleicher, ein ehemaliger Offizier der Kaiserlichen Marine, in die Familie ein. Ab 1920 ging es wieder aufwärts und es wurden wieder Webmeister eingestellt. Im Oktober 1921 reisten Wilhelm und Edwin erneut nach New York.

### Ab 1921: Modernisierungen und Expansion unter Karl Schleicher, Niedergang in der NS-Zeit
Die Weimarer Republik brachte auch den Arbeitern bei Vollraths den verbindlichen Achtstundentag und der Betrieb wurde modernisiert. Bis 1925 erfolgte die Verlegung der meisten Bereiche (Schärerei, Zwirnerei, Weberei und Verwaltung) in ein neues Werk in der Rudolstädter Straße. Lediglich ein noch bestehendes, langes Lagergebäude für die Schläuche verblieb auf dem Grundstück, dessen Umgebung sich zunehmend zu einem gehobenen Villenviertel der aufstrebenden Kurstadt Bad Blankenburg entwickelte. Karl Schleicher wurde Teilhaber, Mitgeschäftsführer und bezog die Villa an der Schwarzburger Straße 13, die danach auch Villa Schleicher genannt wurde. Er betrieb die Übernahme der in Konkurs gegangenen Neuruppiner Firma Ebel, deren endlosgewebte Hochleistungsriemen danach in Bad Blankenburg hergestellt wurden. Einige Arbeiter aus Neuruppin zogen nach Bad Blankenburg um. Ferner erwarb Vollrath & Sohn die insolvente Firma F.e. Danzfuß in Schöningen bei Braunschweig, die dichtdurchunddurchgewebte Fördergurte herstellte. Auch diese Produktion holte Schleicher nach Bad Blankenburg einschließlich des Patents für die Herstellungstechnologie. Zu Beginn der 1930er Jahre wurden auch Spiralsaugschläuche hergestellt.
1933 erfasste die Weltwirtschaftskrise auch C. Vollrath & Sohn. Die nationalsozialistischen Handelsbeschränkungen führten zudem zu einem weitgehenden Zusammenbruch des Exports, sodass die Belegschaft von 300 auf 126 Arbeiter sank. 1935 wurde Karl Schleicher in den Erfurter Rotary-Club aufgenommen und war Mitglied bis zu dessen Auflösung 1937. 1941 führte das Unternehmen C. Vollrath & Sohn die Zusatzbezeichnung Textil- und Gummiwerke und produzierte nun im Rahmen der Kriegswirtschaft und stellte Ausländer ein.

## Ehrungen
- 2002 Würdigung des Schaffens durch den Blankenburger Stadtrat und Benennung der Carl-Vollrath-Straße nach ihm.